# William FitzGilbert
William FitzGilbert stammte aus der Familie Clare und war der jüngere Bruder von Richard FitzGilbert de Clare. Unter der Regierung von König Stephan wurde er zum Lordkanzler und Siegelbewahrer von England ernannt.